# Sofia Borzecki
Sofia Borzecki (Galítzia, 22 gener 1893 - Sense dades ) coneguda també com Sofia Borzeski Rejovitch i altres variants ortogràfiques i amb el cognom de casada Sofia Mach, va ser una dona d'origen jueu i nacionalitat austríaca, traductora i intèrpret de les Brigades Internacionals a la Guerra Civil Espanyola. Va patir la Repressió Franquista en diverses presons.
Nascuda a la històrica regió de Galítsia (avui dividida entre Polònia i Ucraïna) era d'origen jueu. Es va casar amb Laurenz Mach, un serraller vienès de ideologia comunista. El 1932 es van traslladar durant un temps a la Unió Soviètica. Del 18 febrer al 16 juny de 1934, Laurenz Mach va estar empresonat a Àustria per aldarulls. El febrer 1937 van embarcar en el vaixell Mar Blanco (de la Naviliera Nervión) per participar com a voluntaris a la Guerra d'Espanya al costat del Bàndol Republicà. Sofia Borzecki, que havia adoptat el cognom Mach, gràcies al seu domini dels idiomes, especialment rus i castellà, va treballar com intèrpret i traductora pels assessors militars soviètics i pel Servei Sanitari Internacional SSI 1937. Laurenz Mach va combatre en el 4t Batalló de la Brigada MixtaThälmann/Hans Beimler, amb la graduació de sergent.
Durant la batalla de Brunete, Sofia Mach va quedar encerclada per l'exèrcit franquista i va caure presonera. Després de passar per diverses unitats feixistes, va ingressar malalta a la presó de Talavera de la Reina. El 27 desembre 1937 va ser sotmesa a un Consell de Guerra i condemnada a la pena de mort (posteriorment commutada a 30 anys de presó). El 25 febrer 1938 la van traslladar a la Presó Central de Saturrarán, on va ser coneguda com la russa. El periple va continuar, el 26 agost 1939 va ser enviada a la Presó de les Oblates de Tarragona fins al 27 desembre 1941, que va ser traslladada a la Presó de Dones de Les Corts de Barcelona. Allà va coïncidir amb altres preses extrangeres, entre les quals la violinista anglesa Mavis Bacca Dowen, acusada d'espionatge, que en sortir en llibertat, abans de ser expulsada a Anglaterra, es va preocupar de visitar-la i atendre-la.
Laurenz Mach va passar a França amb la Retirada. Va estar reclòs al Camp de Sant Cebrià i al Camp de Gurs. El 1940 la Gestapo el va detenir a Aquisgrà i el van traslladar a Viena. El 8 febrer de 1941 va ser deportat al Camp de Concentració de Dachau, on va sobreviure fins que va ser alliberat el 29 abril 1945. Va morir a Viena el 1996.
Sofia Borzecki, que havia vist reduïda la seva condemna a vint anys i un dia, va sortir de la presó el 31 gener 1944 (segons consta en el llibre d'altes i baixes de la presó la Presó de les Corts). Anys més tard, l'ex presa Carmen Gómez Aguilar va afirmar que Borzecki havia marxat a França i havia continuat la seva tasca política. Tot i això, no disposem de fonts fiables per saber com i on va continuar la seva vida, ni la data de la defunció.